# Bhumisparśamudra

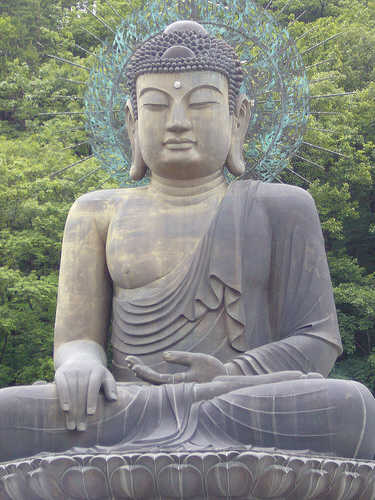
Bhumisparśa mudra

Bhumisparśa, bhumisparśa-mudra (sanskryt dosłownie "gest dotknięcia ziemi") – w ikonografii buddyjskiej tzw. mudra "wezwania ziemi na świadka" symbolizująca determinację w dążeniu do oświecenia. Budda przedstawiony w pozycji siedzącej dotyka ziemi palcami prawej dłoni. W pozie tej przedstawiany jest często Budda Gautama tuż przed osiągnięciem bodhi oraz Akszobhja, jeden z buddów medytacyjnych. Mudra ta nazywana jest niekiedy również Marawidźaja (zwycięstwo nad demonem Marą).